# ジャンプショップ
ジャンプショップ（JUMP SHOP）は、『週刊少年ジャンプ』を中心とする集英社公認オフィシャルライセンスショップ。
オリジナルグッズ販売の他、単行本やバックナンバー、ジャンプフェスタで販売されていた商品、過去に発行されたイラスト集なども販売している。
一部店舗ではイベントスペースを設けており、トークショーをはじめ、各種催事が行われることもある。
JUMP SHOPオリジナルマスコットキャラクター『ジャンタ』は鳥山明の描きおろしたもの。2004年に誕生し、名前は一般募集により命名された。
JUMP SHOP公式テーマソング『お宝じゃんジャンJUMP☆』は許斐剛の作詞・作曲（編曲：水島康貴）によるもの。また、許斐自ら歌っている。

## 店舗

### 常設店舗
常設店舗一覧は『ジャンプショップ』公式サイト「ShopList」を参照。

### 期間限定店舗

#### 開催期間が終了している店舗

##### お台場店

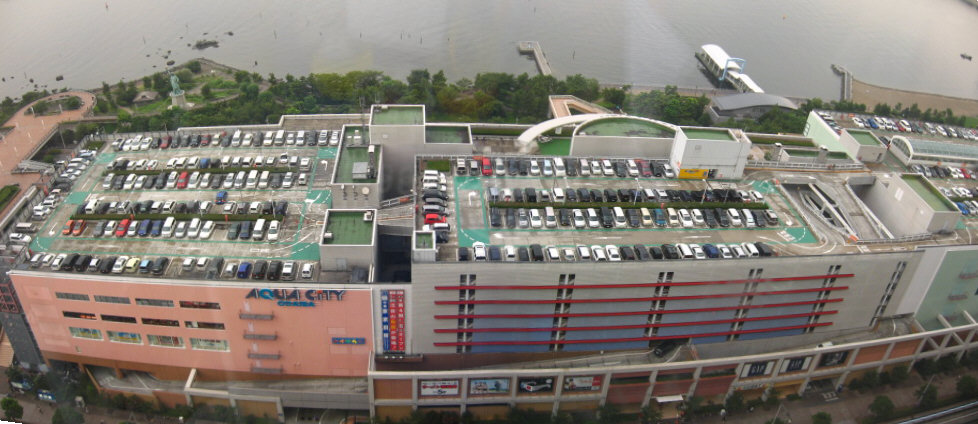
フジテレビ本社22階から撮影したアクアシティお台場

毎年夏に夏季限定でアクアシティお台場3階アクアアリーナにて臨時店舗を設ける。
- 期間：2007年7月6日-9月2日
- 最寄駅：ゆりかもめ台場駅、東京臨海高速鉄道りんかい線東京テレポート駅
- 定休日：営業期間中は年中無休
- 営業時間：11:00-21:00（時期により変わることがある）

##### 熊本店
- 期間：2007年8月1日-19日、2008年8月6日-25日
- 場所：鶴屋百貨店 東館6階特設会場（2008年は東館7階鶴屋ホール）
- アクセス：鹿児島本線等 熊本駅より市電または市バス・産交バスなどで20-25分程度
- 営業時間：
  - 金曜・土曜・2008年8月8日-16日：10:00-19:30
  - 上記以外：10:00-19:00

##### 広島店
- 期間：2007年9月5日-25日
- 場所：広島パルコ本館8階スペースハッカイ
- 営業時間：
  - 金曜・土曜：10:00-19:30
  - 上記以外：10:00-19:00
- アクセス：

##### 鹿児島店
- 期間：2014年9月12日-28日
- 場所：タカプラ6階ギャラリー
- 営業時間：
  - 金曜・土曜：10:30-20:00
  - 上記以外：10:30-18:00
- アクセス：鹿児島市電天文館通下車

##### 期間限定JUMP SHOP浦和店
- 期間：2021年11月19日-12月2日
- 場所：浦和パルコ7階特設会場
- 営業時間：10:00-21:00 ※最終日18:00閉場
- アクセス：JR浦和駅より徒歩1分

##### JUMP SHOP札幌店
- 期間：2021年12月16日-2022年1月9日
- 場所：札幌パルコ7F スペース7
- 営業時間：10:00-20:00 ※12/31は17:00閉場 ※1/1は休館 ※最終日18:00閉場
- アクセス：地下鉄「大通駅」直結、市電「西4丁目」より徒歩1分
  - 2023年4月21日に常設店舗が開店した[1]。